# 基瑟尔布龙
基瑟尔布龙是德国巴登-符腾堡州的一个市镇。总面积8.63平方公里，总人口2948人，其中男性1426人，女性1522人（2011年12月31日），人口密度342人/平方公里。